# 尾叶石韦
尾叶石韦（学名：Pyrrosia caudifrons）为水龙骨科石韦属下的一个种。

## 扩展阅读
維基物種上的相關：尾叶石韦